# جامع مراد باشا(التكية المرادية)
جامع مراد باشا، مسجد وضريح عثماني يقع في قسم السويقة بحي الميدان في دمشق بسوريا، بُني عام 1568م على الطراز العثماني. بناه مراد باشا والي دمشق العثماني من 1568م إلى 1569م.

## أسماء الجامع
للجامع عدة أسماء منها:
- جامع النقشبندي: نسبة إلى الطريقة الصوفية النقشبنيدية المعروفة والمشهورة في سورية .
- تكية مراد باشا : نسبة إلى والي الشام {دمشق } حينذاك العثماني مراد باشا.
- جامع المرادية : نسبة أيضا إلى مراد باشا.

## تاريخ المسجد
بني المسجد في 976هـ وسمي باسم الوالي حينذاك مراد باشا الذي كان واليا على دمشق لسنتين ما بين 976 هـ - 978 هـ وضريحه بالقرب من الجامع من جهة الشرق .

## الطراز المعماري
بني بطراز عثماني ويلاحظ شبهها بالتكية السليمانية.
للجامع جبهة ضخمة فخمة من حجارة سود وبيض فيها الباب المقرنس وقد كتب على عليه: